# Scotophilus marovaza
Scotophilus marovaza is een vleermuis uit het geslacht Scotophilus die voorkomt in het westen van Madagaskar, in allerlei verschillende habitats. Er zijn zeven exemplaren bekend. Eén daarvan is al in 1869 gevangen. Enkele zijn gevonden in een huis.
S. marovaza is een stuk kleiner dan alle andere soorten uit het geslacht. De bek is kort en breed. De korte rugvacht is roodbruin van kleur, de onderkant is bruingeel. De vleugels zijn donkerbruin. De totale lengte bedraagt 100 tot 113 mm, de staartlengte 38 tot 45 mm, de achtervoetlengte 6,0 tot 6,5 mm, de traguslengte 9 tot 11 mm, de oorlengte 13 tot 15 mm, de voorarmlengte 41 tot 45 mm, de tibialengte 16,7 tot 17,3 mm en het gewicht 12,5 tot 16,8 mm.